# Surigao City
Surigao City ist eine philippinische Stadt in der Provinz Surigao del Norte. Surigao City ist die Hauptstadt der Provinz.

## Geografie
Surigao City besteht aus zahlreichen Inseln am Rande des Kontinentalschelfs von Asien. Surigao City liegt an der Nordostspitze der Insel Mindanao, im Süden der Philippinen. Im Norden und Osten liegt der Pazifische Ozean. Im Süden grenzt die Provinz Agusan del Norte und die Provinz Surigao del Sur im Westen.
Der auf Mindanao gelegene Hauptteil der Stadt hat eine unregelmäßige oder hügelige Topografie, die Inseln nahe der Küste sind flach.
Die durchschnittliche Höhe beträgt 19 Meter über dem Meeresspiegel. Der höchste Punkt im Hauptland mit 465 m über dem Meeresspiegel liegt im Kabangkaanrücken, entlang der Grenze zur Stadtgemeinde San Francisco.
Entlang der Grenze zu Tagana-an liegt der Gipfel des Mapawa mit 245 m über dem Meeresspiegel an dessen abfallenden Hänge die Baranggays Cabongbongan, Nabago und Capalayan liegen.
Der höchste Punkt auf den zur Stadt gehörenden vorgelagerten Inseln ist 263 m über dem Meeresspiegel auf der Insel Nontoc, der den Cantiasaykanal und die Insel Hanigad mit einer Gipfelhöhe von 163 m über dem Meeresspiegel überragt. Der höchste Punkt auf der Insel Hikdop ist der Gipfel des Telegrapo mit 250 m über dem Meeresspiegel. Die Insel Bayagnan im Ostteil der Stadt hat eine maximale Höhe von 242 m über dem Meeresspiegel.

### Baranggays
Surigao City ist politisch in 54 Baranggays unterteilt. Von den 54 Baranggays liegen 33 auf dem Hauptland und 21 auf den vorgelagerten Inseln. Der Hauptort besteht aus fünf Baranggays: Taft, Washington, San Juan, Canlanipa und Luna. 36 Baranggays liegen an der Küste, davon wiederum liegen 15 auf dem Hauptland und 21 auf den vorgelagerten Inseln.
| - Alang-alang - Alegria - Anomar - Aurora - Balibayon - Balite - Baybay - Bilabid - Bitaugan - Bonifacio - Buenavista - Cabongbongan - Cagniog - Cagutsan - Canlanipa - Cantiasay - Capalayan - Catadman - Danao | - Danawan - Day-asan - Ipil - Jubgan - Libuac - Lipata - Lisondra - Luna - Mabini - Mabua - Manyagao - Mapawa - Mat-i - Nabago - Nonoc - Orok - Poctoy - Punta Bilar - Quezon | - Rizal - Sabang - San Isidro - San Jose - San Juan - San Pedro (Hanigad) - San Roque - Sema (Bad-asay) - Sidlakan - Silop - Sugbay - Sukailang - Taft (Pob.) - Talisay - Togbongon - Trinidad - Washington (Pob.) - Zaragoza |

## Geschichte
Der heutige Stadtkern hieß früher Banahao und war ein Hafen für die sogenannten Bilan-Bilan Schiffe.
Banahao gehörte zum alten Distrikt Caraga, der später zum politisch-militärischen Distrikt Surigao mit dem Regierungssitz in der Ortschaft Tandag (heute die Hauptstadt der Provinz Surigao del Sur) wurde.
Surigao wurde am 1. Februar 1752 offiziell zum ständigen Aufenthaltsort der Récollets, einem französischen Zweig des Franziskanerordens, nachdem alle kanonischen Bücher von der Insel Siargao hierher gebracht waren. Das erste kanonische Buch trägt die Unterschrift des Mönches Lucas de la Cruz. Zuvor war Surigao nur ein Vista der Kirchengemeinde in Caolo auf Siargao. 
Die Flotte von Ferdinand Magellan segelte auf ihrer Weltumrundung und nach einem kurzen Aufenthalt auf der Insel Homonhon durch die Straße von Surigao.
Im Zweiten Weltkrieg am 24. und 25. Oktober 1944 fand die Schlacht in der Straße von Surigao zwischen der Flotte der Vereinigten Staaten und der japanischen Flotte statt.
Surigao City ist nach dem alten Distrikt (Provinz) gleichen Namens benannt. Wovon der Namen abgeleitet wird, ist nicht eindeutig geklärt. Wahrscheinlich leitet sich der Name vom spanischen Wort surgir ab, das „sprudelndes Wasser“ oder „Strömung“ bedeutet.
Mit der Teilung von Surigao in zwei Provinzen, Surigao del Sur und Surigao del Norte wurde die Stadtgemeinde Surigao zum Hauptort von Surigao del Norte. Surigao wurde am 31. August 1970 zur „beurkundeten Stadt“.